# Tmarus vertumus
Tmarus vertumus är en spindelart som beskrevs av Arthur M. Chickering 1965. Tmarus vertumus ingår i släktet Tmarus och familjen krabbspindlar.
Artens utbredningsområde är Puerto Rico. Inga underarter finns listade i Catalogue of Life.